# The Offbeat of Avenues
The Offbeat of Avenues è un album del gruppo vocale statunitense The Manhattan Transfer, pubblicato nel 1991 dalla Columbia Records.

## Il disco
The Offbeat of Avenues fu il primo album realizzato dai Manhattan Transfer per la Columbia Records dopo il momentaneo abbandono della Atlantic Records, la loro etichetta storica. Il gruppo rimase con la Columbia per pochi anni, incidendo solo un altro disco, per poi tornare alla Atlantic nel 1995.
Dopo il jazz di Vocalese e la musica brasiliana di Brasil, in questo album i Manhattan Transfer tornano a un repertorio di sofisticato pop moderno. Si tratta inoltre del primo album in cui i brani sono in gran parte scritti, oltre che arrangiati, dai membri del quartetto.
Uniche cover di lusso sono Confide in Me, un ritmato blues che Donald Fagen aveva realizzato per il suo The Nightfly, ma mai pubblicato prima del 2007 quando fu inserita nel triplo box antologico The Nightfly Trilogy, e Blues for Pablo di Gil Evans (in questa versione con un nuovo testo di Jon Hendricks) proveniente dal celebre Miles Ahead di Miles Davis.
L'album, nonostante la produzione di livello elevato, la presenza di ospiti come Mark Isham e un Grammy, non ebbe il successo dei precedenti Vocalese e Brasil.

## Riconoscimenti
Per The Offbeat of Avenues i Manhattan Transfer si aggiudicarono l'ennesimo Grammy Award della loro carriera. Il premio fu assegnato per la canzone Sassy, scritta da Janis Siegel e Bill Bodine con testi della stessa Siegel e di Cheryl Bentyne, come miglior performance di jazz contemporaneo.

## Tracce
1. The Offbeat of Avenues - (Ian Prince, Cheryl Bentyne, Don Freeman) - 4:56
2. Sassy - (Janis Siegel, Bill Bodine, Cheryl Bentyne) - 4:51
3. 10 Minutes Till the Savages Come - (Janis Siegel, Jeff Lorber, Brock Walsh) - 4:02
4. What Goes Around Comes Around - (Alan Paul, Les Pierce) - 4:52
5. Blue Serenade - (Tim Hauser, Van Dyke Parks) - 3:43
6. Gentleman with a Family - (Gerald O'Brien, Cheryl Bentyne, Marc Jordan) - 4:53
7. Women in Love - (Don Freeman, David Batteau, Les Pierce, Janis Siegel) - 6:20
8. A World Apart - (Janis Siegel, David Park, Michael McDonald) - 5:04
9. Confide in Me - (Danald Fagen) - 4:13
10. The Quietude (Encuentro de animales) - (Chuck Jonkey, Alan Paul) - 6:14
11. Blues for Pablo - (Gil Evans, Jon Hendricks) - 6:55

## Formazione
- The Manhattan Transfer - voce
  - Cheryl Bentyne - arrangiamento vocale (#1, #6)
  - Tim Hauser
  - Alan Paul - arrangiamento vocale (#4, #10), arrangiamento (#10)
  - Janis Siegel - arrangiamento vocale (#2, #3, #7, #8, #11)
- Ian Prince - sintetizzatore (#1, #5), arrangiamento (#1, #5), arrangiamento vocale (#1)
- Jamie Glaser - chitarra (#1, #9)
- Richard Elliot - sassofono tenore (#1, #3)
- Bill Bodine - arrangiamento (#2), sintetizzatore (#2)
- Jerry Hey - arrangiamento fiati (#2), tromba (#2, #9)
- John Robinson - batteria (#2, #6)
- Alec Milstein - basso elettrico (#2)
- John Beasley - sintetizzatore (#2)
- Jeff Lorber - sintetizzatore (#2, #3), programmazione drum machine (#2), arrangiamento (#3)
- Lew Soloff - assolo di tromba (#2)
- Gary Grant - tromba (#2, #9)
- Bob Sheppard - sassofono (#2)
- Peter Christlieb - sassofono (#2, #9)
- Grady Tate - batteria (#3)
- Les Pierce - arrangiamento (#4, #8), arrangiamento vocale (#4, #7), sintetizzatore (#4, #8)
- Van Dyke Parks - arrangiamento vocale (#5)
- Gregory Davis - arrangiamento fiati (#5)
- Dirty Dozen Brass band - fiati (#5)
  - Efrem Towns
  - Kevin Harris
  - Roger Lewis
  - Kirk Joseph - assolo di tuba
  - Charles Joseph
- Gerald O'Brien - arrangiamento (#6), sintetizzatore (#6)
- Herb Pedersen - chitarra acustica (#6)
- Don Freeman - arrangiamento (#7), sintetizzatore (#7)
- Bobby Z - programmazione drum machine (#7)
- David Pack - arrangiamento vocale (#8)
- Yaron Gershovsky - pianoforte (#8)
- Mervyn Warren - arrangiamento vocale (#9)
- Larry Williams - arrangiamento (#9), sassofono (#9)
- Jeff Porcaro - batteria (#9)
- Lee Sklar - basso elettrico (#9)
- Mike Finnigan - organo Hammond B-3 (#9)
- Chuck Jonkey - arrangiamento (#10), sintetizzatore (#10), sitar (#10), percussioni (#10)
- Alex Blake - basso elettrico (#10)
- Hector Vargas - siku e quena (#10)
- Frank Colon - percussioni (#10)
- Angelica Azero - voce narrante (#10)
- Mark Isham - arrangiamento (#11), sintetizzatore (#11), tromba (#11)
- Connie Kay - batteria (#11)
- Harvie Swartz - contrabbasso (#11)

## Edizioni
- 1991 – LP, Columbia Records Sony Music 468283-1
- 1991 – CD, Columbia Records Sony Music 468283-2

### Singoli
- 1991 – The Offbeat of Avenues (Radio Edit) / The Quietude (Encuento de animales), 45gg, Columbia Records 657321-7, Europa